# Lobito
Lobito este un oraș în Angola.